# سارا باين هايدن
سارا باين هايدن (بالإنجليزية: Sara Payne Hayden)‏ هي طيارة أمريكية، ولدت في 29 أغسطس 1919، وتوفيت في 15 مارس 2019.